# Catasetum lemosii
Catasetum lemosii là một loài phong lan.

## Hình ảnh

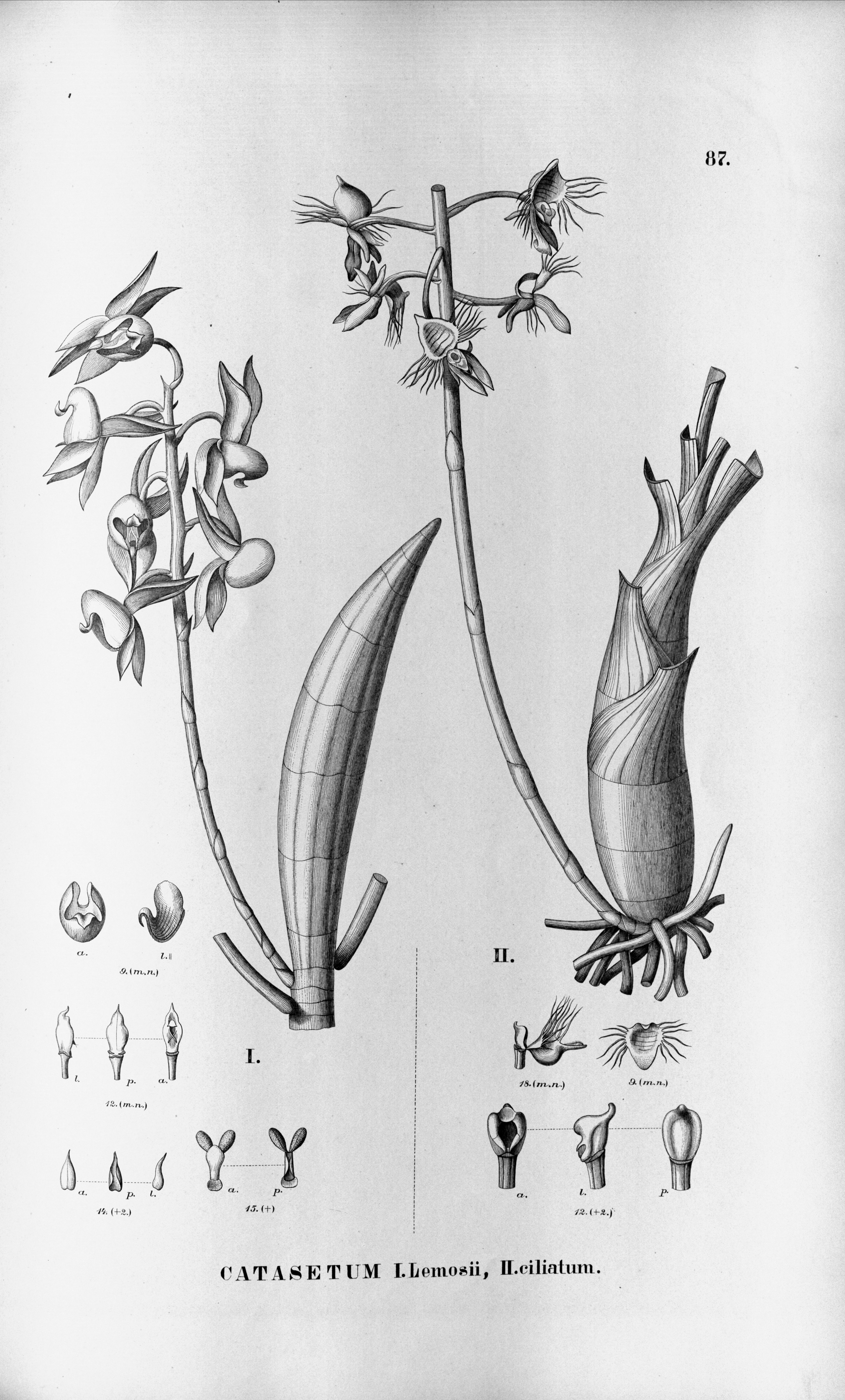